# Ek Onkar
L'Ek Onkar (ੴ) è un simbolo e un'espressione che letteralmente delinea il fondamento monoteistico del Sikhismo.
Ek Onkar significa infatti un solo Dio. L'espressione deriva dal sanscrito ekomkāra, composto di ekam ("uno") e omkāra (un nome per la sillaba dell'Aum). Letteralmente significa quindi "solo Aum", ma può essere tradotto come "solo Dio". Nel Sikhismo il significato assume la funzione indicante l'unicità e la presenza di Vaheguru in ogni cosa. 
Paul Twitchell, fondatore dell'Eckankar, derivò il nome della nuova religione da Ek Onkar.